# 盧布河
盧布河（Lubu River）是非洲西部剛果民主共和國的河流，流經東開賽省，是富瓦河的支流。
盧布河的支流包括桑庫魯河，是剛果河流域東南部的一部分。